# روبرتا فلاك
روبرتا فلاك (بالإنجليزية: Roberta Flack) (و. 1937  م) هي موسيقية، ومغنية مؤلفة، ومدرس، ومغنية، وعازفة بيانو أمريكية، ولدت في آشفيل، كارولاينا الشمالية. تعلمت في جامعة هوارد.

## وصلات خارجية
- روبرتا فلاك على موقع IMDb (الإنجليزية)
- روبرتا فلاك على موقع ميتاكريتيك (الإنجليزية)
- روبرتا فلاك على موقع الموسوعة البريطانية (الإنجليزية)
- روبرتا فلاك على موقع روتن توميتوز (الإنجليزية)
- روبرتا فلاك على موقع ألو سيني (الفرنسية)
- روبرتا فلاك على موقع ميوزك برينز (الإنجليزية)
- روبرتا فلاك على موقع أول موفي (الإنجليزية)
- روبرتا فلاك على موقع قاعدة بيانات الأفلام السويدية (السويدية)
- روبرتا فلاك على موقع إن إن دي بي (الإنجليزية)
- روبرتا فلاك على موقع أول ميوزيك (الإنجليزية)
- روبرتا فلاك في قاعدة بيانات الأفلام على الإنترنت